# 라트카 초우팔로바
라트카 초우팔로바(체코어: Radka Coufalová, 1978년 1월 17일 ~ )는 체코의 배우이다.